# Валерьян
Валерья́н, Валериа́н — мужское русское личное имя латинского происхождения; восходит к лат. Valerianus (притяжательное прилагательное к Valerius) — «валериев», «потомок Валерия». Валерии — древнеримский патрицианский род. Помимо этого, в древнеримской мифологии «Валерианус» — эпитет Марса. Valerianus, как и Valerius, образовано от «valeo» — «быть сильным, здоровым». Традиционная церковная форма имени — Уалериа́н. Русский именослов содержит этимологически родственное имя Валерий.
В христианском именослове имя Валериан соотносится с несколькими раннехристианскими святыми: мучеником Валерианом († 166), пострадавшим за веру вместе со св. Иустином Философом; Валерианом Римским († 230), женихом св. Цецилии; Валерианом Трапезундским, пострадавшим за веру во время гонений на христиан императора Диоклетиана (конец III века); и другими.
Имя Валерьян относится к редким именам; А. В. Суперанская и А. В. Суслова на основании обработки статистики именования новорождённых в Ленинграде в 1988 году относили его к числу имён ограниченного распространения (то есть с частотностью от 2 до 20 промилле всех учтённых).
Производные формы имени: Валера, Лера, Леруня, Леруся, Леруха, Леруша, Валя, Валюня, Валюся, Валюха, Валюша, Вака, Валерьянка, Валерьяша.
В советскую эпоху фиксировалось новообразованное женское парное имя к Валериану — Валериана.

## Именины
- Православные (даты даны по григорианскому календарю)[1]: 3 февраля, 23 февраля, 17 мая, 14 июня, 26 сентября, 28 сентября, 7 ноября, 5 декабря, 12 декабря
- Католические[2]: 14 апреля, 13 мая, 23 июля, 15 сентября, 17 сентября, 27 ноября, 28 ноября, 15 декабря